# 马林堡
马林堡（葡萄牙語：Castro Marim，發音：[ˈkaʃtɾu mɐˈɾĩ] ⓘ）是葡萄牙法鲁区的市镇，位于地中海沿岸，邻近西班牙边境。